# Сагинова, Жанна Ниязбековна
Жанна Ниязбековна Сагинова (каз. Жанна Ниязбекқызы Сағынова; род. 6 октября 1971, Фрунзе, Киргизская ССР, СССР) — казахстанский дипломат. Чрезвычайный и полномочный посол Республики Казахстан в Словакии (с 2024 года).

## Биография
В 1993 году окончила Карагандинский государственный университет, в 2002 году — Казахскую государственную юридическую академию.
1993—1995 гг. — референт, атташе отдела ООН и специализированных организаций Министерства иностранных дел Республики Казахстан (МИД РК).
1995−1996 гг. — атташе департамента Европы МИД РК.
1996−1998 гг. — третий секретарь, второй секретарь департамента Европы и Америки МИД РК.
1998−1999 гг. — второй секретарь посольства Казахстана в Венгрии.
1999—2001 гг. — первый секретарь департамента двустороннего сотрудничества и департамента многостороннего сотрудничества МИД РК.
2001—2003 гг. — советник департамента многостороннего сотрудничества МИД РК.
В 2003—2024 годах работала в системе Парламента Республики Казахстан.
С 15 ноября 2024 года — чрезвычайный и полномочный посол Республики Казахстан в Словацкой Республике.